# Vilsmeier-Haack-Reaktion
Die Vilsmeier-Haack-Reaktion, häufiger nur Vilsmeier-Reaktion genannt, ist eine Namensreaktion der organischen Chemie. Sie wurde nach den deutschen Chemikern Anton Vilsmeier und Albrecht Haack benannt.
Die Reaktion bezog sich ursprünglich auf die Formylierung aktivierter Aromaten mit N,N-disubstituierten Formamiden unter Einsatz von Phosphoroxychlorid (POCl3). Der Anwendungsbereich dieser Reaktion erweiterte sich kontinuierlich.
Sie wird manchmal auch zusätzlich nach Zdenek Arnold (1922–1996) benannt, ein Prager Chemiker, der sie in einer langen Reihe von Arbeiten 1958 bis 1978 (alle mit dem Titel Synthetic reactions of Dimethylformamide) auf eine Vielzahl aliphatischer Substrate erweiterte (Vilsmaier-Haack-Arnold Formylierungen, VHA).

## Anwendungsbereich
Die enorme Anwendungsbreite der Reaktion wird in mehreren Übersichtsartikeln beschrieben. Er erstreckt sich neben der Formylierung auch auf Benzoylierungen. Acylierbar sind neben elektronenreicheren Aromaten auch Alkene, leicht wasserabspaltende Alkohole, enolisierbare Ketone und Carbonsäurederivate, Acetale, Enolether, Enamine und weitere Verbindungen. Als Amidkomponenten eingesetzt werden N,N-Dimethylformamid, das reaktionsfähigere N-Methylformanilid, in Einzelfällen primäre und unsubstituierte Carbonsäureamide sowie Thiocarbonsäureamide. In der Reihenfolge abnehmender Reaktivität kommen als Oxyhalogenide Phosphorylchlorid, Phosgen und Thionylchlorid zur Anwendung. Oxalylchlorid kann dabei als Phosgen-Ersatz dienen.

## Übersichtsreaktion
In der folgenden Reaktion wird beispielhaft Umsetzung von N,N-Dimethylanilin mit einem Formamid gezeigt. Die Reste R1 und R2 können Aryl- oder Alkylreste sein.
Bei der Vilsmeier-Reaktion werden bevorzugt para-Produkte gebildet. Sie beschränkt sich auf elektronenreiche Aromaten, wie z. B. Phenole, Amine oder Furane. Zur Reaktion können auch andere Säurehalogenide eingesetzt werden. Außerdem können zahlreiche Alkene zur Kettenverlängerung gebracht werden.
Diese Reaktion gehört wie z. B. die Gattermann-Synthese, die Gattermann-Koch-Synthese oder die Kreutzberger-Formylierung zu einer Gruppe von Reaktionen. Diese setzen Derivate des Formylchlorids, welches frei nicht beständig ist, im Sinne einer Friedel-Crafts-Acylierung zur Formylierung aktivierter Aromaten ein. Anders als bei der Gattermann-Synthese können bei Vilsmeiers-Reaktion auch sekundäre und tertiäre Amine zur Reaktion gebracht werden. Außerdem ist sie eine der wichtigsten Formylierungen am Aromaten, da durch den Einsatz von Dimethylformamid im Überschuss auf weitere Lösungsmittel verzichtet werden kann.

## Reaktionsmechanismus
Im Folgenden wird ein möglicher Reaktionsmechanismus vorgestellt. Der Mechanismus wird am Beispiel von N,N-Dimethylanilin mit Dimethylformamid gezeigt. Zunächst bildet sich aus dem Formamid und dem Phosphoroxychlorid das sogenannte Vilsmeier-Reagenz, ein Chloriminium-Ion:
Dazu greift das Sauerstoff-Atom des Dimethylformamids (1) am Phosphor-Atom des Phosphoroxychlorids (2) an. Danach wird ein Chlor-Atom an das α-Kohlenstoff-Atom von  3 angelagert. Zum Schluss wird Dichlorophosphat abgespalten und es bildet sich das Chloriminium-Ion 4.
Das Chloriminium-Ion reagiert in einer elektrophilen aromatischen Substitutionsreaktion mit dem aktivierten Aromaten weiter:
Das Vilsmeier-Reagenz 4 greift elektrophil das Anilin-Derivat 5 an und bildet dann durch Rearomatisierung die reaktive Zwischenstufe 6. Nachdem ein Chloridion abgespalten wurde, erfolgt eine Hydrolyse unter Bildung der Zwischenstufe 7. Durch eine 1,3-Protonen-Verschiebung bildet sich das Ammoniumion 8. Zuletzt wird noch das sekundäre Amin (hier Dimethylamin) und ein Proton abgespalten unter Bildung von 4-(Dimethylamino)benzaldehyd (9).